# Магистрала 60
„Магистрала 60“ (на английски: Interstate 60) е независима канадско-американска романтична комедия с елементи на мистика и „черен хумор“ от 2002 година на режисьора Боб Гейл.

## Сюжет
Внимание:  Текстът по-долу разкрива сюжета на произведението (или части от него)!
Двама момчета в бар обсъждат митологични същества, които изпълняват желания, и изведнъж към разговора им се присъединява обикновен мъж. Той съобщава, че в САЩ, на Магистрала 60, също има магьосник, някой си Е. Ж. („едно желание“) Грант, който по своя прищявка избира всеки човек и може да изпълни едно от желанията му. Грант много обича да се шегува в стила на „черния хумор“, така че изпълнението на желанието му може да доведе до най-непредсказуеми последици. И буквално веднага на друго място в града бизнесменът г-н Бейкър, който ужасно бърза някъде, се сблъсква с Грант, който спокойно кара велосипед, и счупва димящата му лула под формата на глава на маймуна със зъби. Г-н Бейкър крещи, че голямото му желание е да няма сблъсък с Грант и магьосникът незабавно изпълнява молбата – г-н Бейкър наистина не се среща с Грант, но е блъснат смъртоносно от камион.
Младежът Нийл Оливър мечтае да стане художник, но властният му баща настоява Нийл да влезе в юридическия факултет. Въпреки че има сериозна приятелка, Нийл не е много щастлив в личния си живот. Приятелката му Сали е твърде рационална, а Нийл все още е романтик. Освен това постоянно забелязва на рекламни плакати очарователна блондинка, чието изображение изчезва след секунда. На партито за 22-рия рожден ден на Нийл облеченият като сервитьор Грант поднася торта със свещи и кани рожденика да си пожелае нещо. В отговор Нийл казва, че иска да получи отговори на всички въпроси за живота си. Грант му дава подарък – играчка под формата на топка, пълна с течност, от която „изскачат“ отговори на въпроси. Бащата на Нийл дава на сина си писмо за приемане в юридическия факултет и червено BMW кабриолет. Веднага след като Нийл излиза от ресторанта със семейството си, кофа пада върху главата му, Нийл припада и се озовава в болницата.
В болничната стая Нийл е посетен от д-р Рей, който тества възприятията му с карти за игра. Нийл се редува да извиква картите, които Рей му показва, и с изненада открива, че докторът му показва червени пики и черни купи. Рей обяснява на Нийл, че нещата не винаги са такива, каквито изглеждат. Напускайки болницата, Нийл вижда мистериозната блондинка отново на билборд, този път с рамкирано съобщение „Обадете се на 555-1300“. Нийл се обажда на номера и записано съобщение го информира, че има среща на „555 Olive Street, Suite 1300“. Пристигайки на адреса, Нийл среща отново Рей, който му дава пакет, който да достави на Робин Фийлдс в град, наречен Данвър в Колорадо (не „Денвър“). Рей кани Нийл да тръгне по Магистрала 60 до Данвър с червения си кабриолет.
Въпреки че на пътната карта няма Магистрала 60, Нийл се отправя на запад и отново вижда Е. Ж. Грант. Той му показва как да стигне до тази мистериозен път и тяхното съвместно пътуване започва. Първо се натъкват на едно момиче – Лаура, която е обсебена от търсенето на идеалния любовник, а Нийл и Грант, в отговор на похотливия ѝ тормоз, си правят забавна шега с тази нимфоманка. В крайпътен бар Нийл среща невзрачен мъж (този, който говореше за Грант), който може да консумира неестествени количества храна и напитки. След като участва в залога, Нийл иска да измами и да спечели много пари, но накрая остава без стотинка. По това време Грант напуска Нийл и г-жа Рос, която търси сина си Филип, става негова спътничка. Благодарение на нея, Нийл идва в град Бентън, където официално продават ужасен наркотик, който превръща хората в роби. Нийл обаче отказва предложението на полицейския капитан да стане наркоман срещу пари. Скоро Нийл среща г-н Коди отстрани на пътя. Той е бивш рекламен агент, който е неизлечимо болен от рак. Научавайки за това, г-н Коди е решил да пътува преди смъртта си и да накаже измамниците, където е възможно. Върху себе си г-н Коди носи динамит, който винаги заплашва да взриви, ако измамникът се опита да спори с него. Продължавайки да пътува по Магистрала 60, Нийл спира до художествена галерия с фалшиво изкуство. Собственичката на галерията г-жа Джеймс се оказва съпругата на Е. Ж. Грант. Това показва какъв е основният фокус на тази галерия – на посетителите първо се показват истински шедьоври, наричайки ги фалшификати, а след това се отвеждат в друга стая, където са фалшификати, рисувани от Е. Ж. Грант, които г-жа Джеймс нарича оригинали.
Накрая Нийл се озовава в град Морлау, където веднага е арестуван. Този град се състои само от адвокати, които постоянно водят дела срещу всички посетители на града, арестуват ги и използват труда им за функционирането на града. В затвора Нийл среща Лин Линдън, момичето на мечтите му. Оказва се, че и тя си е пожелала да намери любовта си, прекарала е цяла година в затвора Морлау, а сега е срещнала Нийл. Осъзнавайки, че градските адвокати могат да ги държат в затвора колкото пожелаят, Нийл призовава г-н Коди като защитен свидетел. По време на съдебното заседание г-н Коди научава, че целият град е куп измамници и заплашвайки с експлозия, Коди нарежда на местния съдия да освободи всички. След като са освободени, Нийл и Лин прекарват нощта заедно в мотел „Разклон“, като Нийл дори го рисува. На сутринта Нийл, оставяйки Лин в мотела, тръгва да достави пакета в Данвър.
Изведнъж по радиото Нийл чува съобщение за издирван убиец в кола и описанието съвпада точно с неговата кола. Нийл счупва „вълшебната“ топка, изоставя колата си и тръгва на стоп. Пристигайки в Данвър, Нийл пристига на правилния адрес, където отново среща Рей и „Робин Фийлдс“, който се оказва Е. Ж. Грант, братът на Рей. След отваряне на пакета, който съдържа лула с маймунска глава, Грант използва магическите си сили, за да „премести“ Нийл обратно. Нийл се събужда в болницата преди да срещне Рей за първи път и осъзнава, че всичките му пътувания са само сън.
Напускайки болницата, Нийл връща подаръка на баща си и казва, че той сам ще реши съдбата си. В същото време Нийл получава писмо, в което се казва, че картините му са спечелили престижен художествен конкурс. Заедно със сестра си Нийл отива в тази художествена галерия, където с голяма изненада вижда картината си „Разклон“, която е нарисувал в мотела. И тогава Нийл отново среща Е. Ж. Грант, който обяснява, че той е изпратил картината на конкурса. Междувременно момиче, приличащо на Лин, се приближава до Нийл, възхищава се на картината му и го кани да нарисува поредица от картини за крайпътни мотели и заведения за реномирано издателство. По време на разговора Нийл и Лин се гледат с възхищение и любов и става ясно, че тази двойка ще е щастлива. А Е. Ж. Грант, лукаво усмихнат, пита сестрата на Нийл за предстоящия ѝ рожден ден и я кани да си пожелае едно желание…

## Актьорски състав
| Актьор           | Роля                                                                                |
| ---------------- | ----------------------------------------------------------------------------------- |
| Джеймс Марсдън   | Нийл Оливър – млад художник, който търси своето място в живота                      |
| Гари Олдман      | Е. Ж. Грант – магьосник, който изпълнява само едно желание и обича да си прави шеги |
| Ейми Смарт       | Лин Линден – момиче, което мечтае да намери истинската любов                        |
| Кристофър Лойд   | Рей – братът на Е. Ж. Грант                                                         |
| Крис Купър       | Боб Коди – терминално болен от рак и обсебен от справедливостта                     |
| Кърт Ръсел       | капитан Айвс – полицейски капитан в град Бентън                                     |
| Майкъл Джей Фокс | господин Бейкър                                                                     |
| Ан-Маргрет       | г-жа Джеймс – съпруга на Е. Ж. Грант и собственичка на художествена галерия         |
| Ейми Джо Джонсън | Лаура – момиче, обсебено от намирането на идеалния любовник                         |
| Артър Еванс      | Отис – работодател и приятел на Нийл                                                |
| Джон Буржоа      | Даниел Оливър – баща на Нийл                                                        |
| Роз Майкълс      | Марлийн Оливър – майката на Нийл                                                    |
| Ейми Стюарт      | Нанси Оливър – сестрата на Нийл                                                     |
| Мелиса Ейд       | Сали – приятелка на Нийл                                                            |
| Уейн Робсън      | човек с бездънен стомах                                                             |
| Ребека Дженкинс  | Сюзън Рос – жена от град Бентън, която търси сина си                                |
| Тайлър Кайт      | Филип Рос – син на Сюзън, който става наркоман                                      |
| Дебора Одел      | Валери Маккейб – адвокатът на Нийл в град Морлау                                    |

## Интересни факти
- Часовникът зад Рей, героят на Кристофър Лойд, в офиса на тринадесетия етаж показва 10:04. Това е същото време, замръзнало върху часовниковата кула в „Завръщане в бъдещето“ (1985).
- Снимките се провеждат около град Сейнт Луис (Мисури) и Финикс (Аризона), както и в канадските градове Торонто, Канингтън и Съндърланд. Снимките започват на 18 септември 2000 г. и отнемат по-малко от два месеца, завършвайки през октомври същата година. И точно на 18 септември актьорът Джеймс Марсдън и неговият герой Нийл Оливър празнуват своя рожден ден.
- В епизода, когато Рей тества Нийл с карти („черни сърца“, „червени пики“), Кристофър Лойд не успява да изпълни трикове с карти и затова е поканен професионален магьосник, чиито ръце се виждат в кадъра.
- Когато Нийл за първи път вижда подаръка си за рождения ден, червено BMW кабриолет, звучи същата музика, както когато в „Завръщане в бъдещето“ (1985) Марти отваря гаража и вижда известната кола „машина на времето“.
- В началото на филма, когато две момчета обсъждат митологичната дефиниция на желанието, има малък плакат на стената на бара, който казва „Предпочитам да карам MW“. „MW“ е от логото на „BMW“, а „B“ липсва. По-късно, когато Нийл кара новата си кола, буквата „B“ също изчезва от логото.
- Образът на Е. Ж. Грант е смесица от магически изпълняващи желания същества от различни митологии на света. Твърди се, че Грант е наполовина леприкон, поради което има червена коса като истински ирландец. Лулата с глава на маймуна е препратка към фигурата на маймуна, която е основният измамник в източната митология. А зеленият тютюнев дим и сбъдването на желание е препратка към азиатския джин, който се появява под формата на дим от магическа лампа.
- Докато Нийл и Грант наближават Магистрала 60, Грант казва: „Има знак отпред“. Това е известната реплика, с която започва всеки епизод на „Зоната на здрача“.
- В стаята на Нийл може да се види комикса „X-Men“ с Циклоп на корицата. Джеймс Марсдън играе Циклоп във филмовия франчайз Х-Мен.
- Филмът е първият и единствен режисьорски опит на Боб Гейл.
- Вратовръзката, носена от героя на Кристофър Лойд – Рей, когато тества Нийл с карти, е вратовръзка на Ралф Марлин от 1995 г., наречена Billiards II.

## Изтрити сцени
В DVD изданието на филма в секцията с допълнителни материали са публикувани 8 разширени сцени (с обща продължителност 9 минути 23 секунди), съдържащи следните изтрити диалози:
- В началото на филма барманката казва на студентите, че никога преди не е виждала в бара мъжа, който говори за Грант. Малко преди това обаче мъжът печели много пари, като изпива огромно количество алкохол на залог.
- Нийл се опитва да намери информация за Магистрала 60 в интернет, но без успех. По-късно, заедно със служител от транспортния отдел, Нийл също не може да се ориентира на картата.
- Нийл идва в офиса на баща си и той се опитва да убеди сина си да приеме помощта му и да отиде на интервю в юридическия факултет. Нийл казва, че не иска да се „пусне по течението“, на което баща му отговаря, че всички живеят така.
- Отис казва на Нийл, че работата му го кара да се чувства специален. Нийл пита дали всичко напомня за училището. Отис отговаря, че не е ходил на училище.
- Преди да тръгне на път, някой звъни на мобилния телефон в новата кола на Нийл – той не вдига телефона, защото единствената свобода, останала в 21. век, е да не вдигнеш телефона.
- Нийл и Грант си говорят в колата – младежът не може да разбере в кой щат са.
- Докато е в полицейския участък в Бентън, Нийл разказва на Сюзън как е посещавал баба си, дори когато тя вече не го разпознава.
- Към края Нийл се събужда в болницата и намира картичка от Клуб „Дъга“, след което Нанси се появява с пица. В следващата сцена Нийл се разделя със Сали в дома си – момичето казва, че баща му е прав за сина си и че той няма да успее.